# Менеджер з виробництва
Менеджер з виробництва — найманий керівник, який відповідає за всі рішення у сфері маркетингу, що стосуються всього виробничого циклу даного виду продукту, починаючи з розроблення щорічного плану з маркетингу, призначеного для забезпечення роботи виробничих ліній, пов’язаних з виготовленням нинішнього чи майбутнього продукту, що користується попитом на ринку.
Менеджер з виробництва відповідає за виконання плану по кількості випущеної продукції і за загальний контроль над виробничим процесом. У його підпорядкуванні знаходяться начальники цехів, начальники змін, інженери процесу, а також всі оператори на лініях і допоміжний персонал. Менеджер з виробництва тісно співпрацює з менеджером з якості, відділом закупівель, головним інженером, відділом логістики.

## Посадові обов'язки
- Управління виробничим персоналом підприємства.
- Забезпечення виконання виробничого плану.
- Забезпечення рівномірної і стабільного завантаження виробничих потужностей.
- Участь в інвестиційних проектах.
- Контроль прийому на роботу і навчання персоналу.

## Вимоги до кандидата
- Вища освіта (технічна).
- Досвід керівної роботи на виробництві.
- Відмінні навички управління людьми, створення команди.
- Уміння ставити чіткі і здійсненні завдання.
- Відповідальність.